# Station Holten
Station Holten is een van de twee stations in de Overijsselse gemeente Rijssen-Holten. Het ligt in Holten aan de spoorlijn Deventer - Almelo en werd geopend op 1 september 1888.
Het stationsgebouw is een standaardtype KNLS 2e klasse. De KNLS kende drie typen standaardstations, ontworpen door K.H. van Brederode. De gebouwen verschenen langs de spoorlijnen die de maatschappij in de jaren 80 van de 19e eeuw vanuit Apeldoorn richting Zwolle, Dieren en Almelo heeft aangelegd. In het begin van de 20e eeuw kreeg het gebouw een extra halve verdieping en een goederenloods. Het stationsgebouw is in deze staat, als een van de weinige KNLS-stations, bewaard gebleven.

## Afbeeldingen

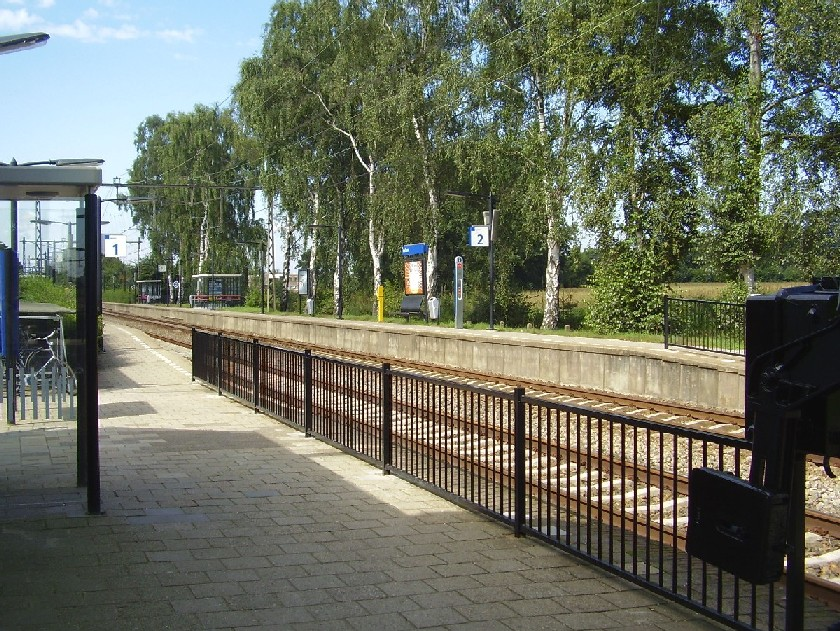
Perron
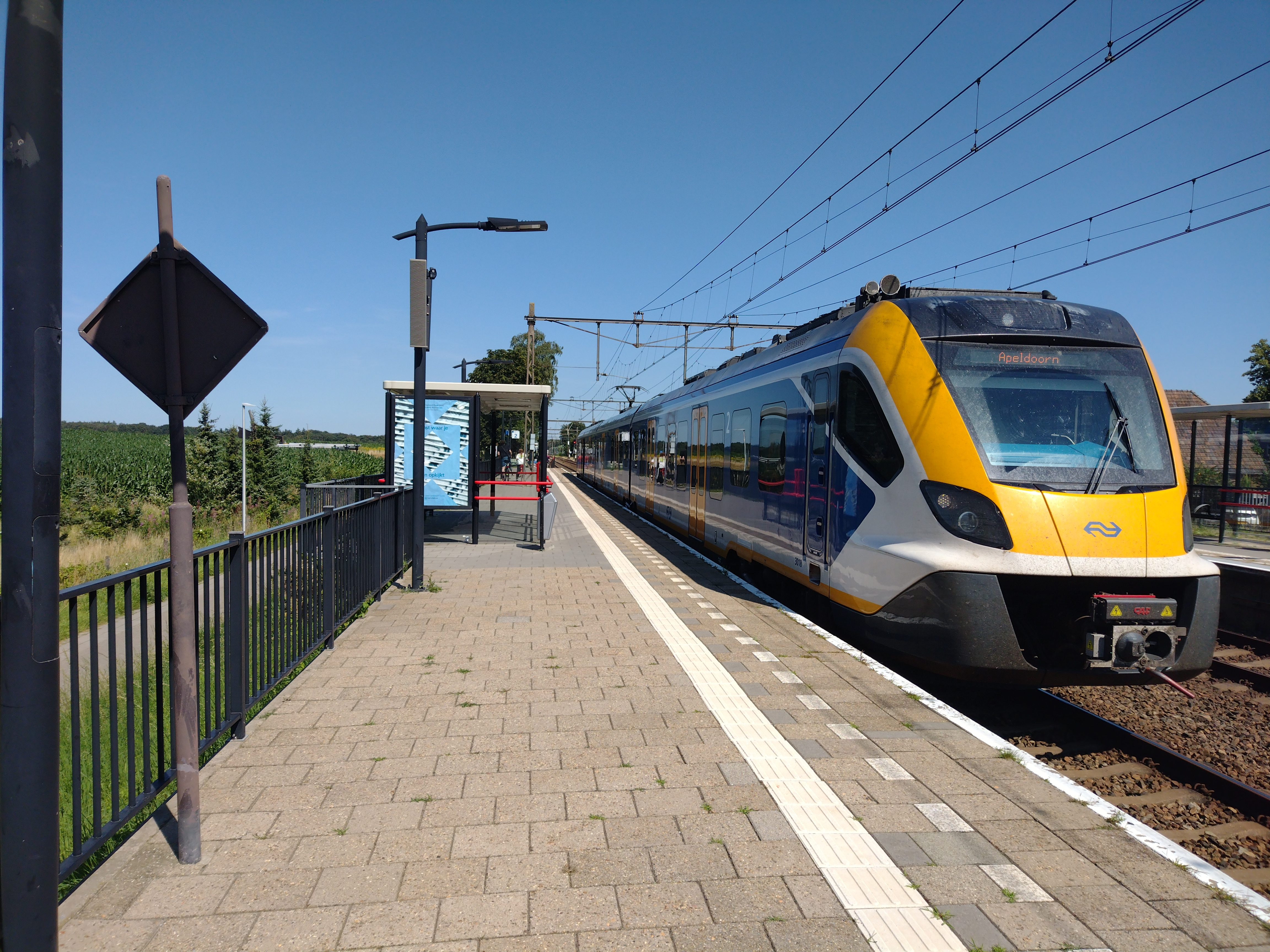
SNG op het station
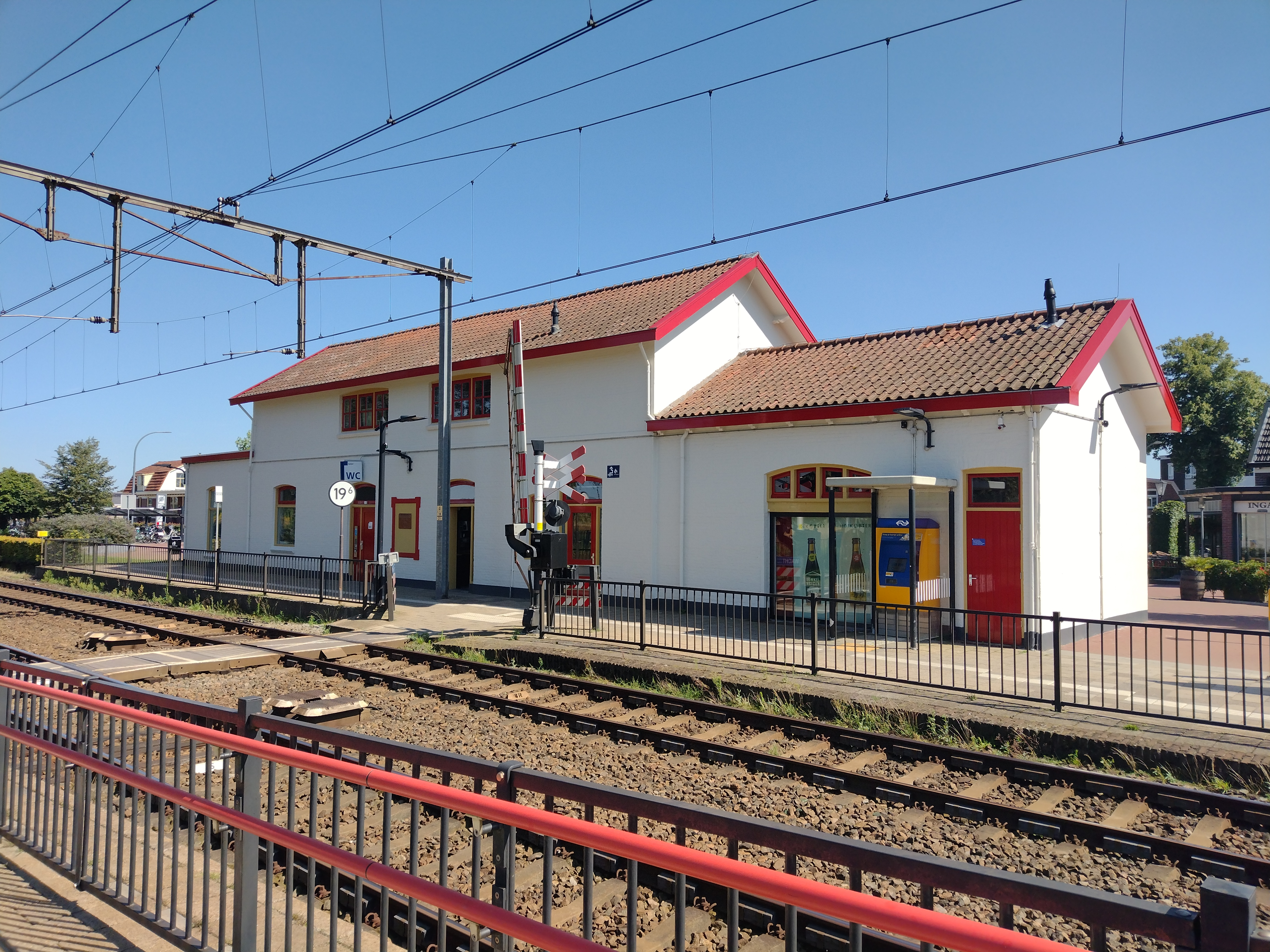
Stationsgebouw

## Verbindingen
Volgens de dienstregeling 2025 stoppen de volgende treinseries in Holten:
| Serie | Treinsoort    | Route                                                       | Bijzonderheden                      |
| ----- | ------------- | ----------------------------------------------------------- | ----------------------------------- |
| 7000  | Sprinter (NS) | Apeldoorn – Deventer – Holten – Almelo – Hengelo – Enschede | Rijdt in de spits van/naar Enschede |

In de avonden rijden sommige sprinters richting Apeldoorn niet verder dan Deventer.

## Voorzieningen
Op het station zijn o.a. de volgende voorzieningen aanwezig:
- Onbewaakte fietsenstalling
- Taxistandplaats
- Bushaltes
- Toilet
- Parkeerplaatsen
- Stationskoffiehuis (tegenover het station)

## Ontwikkeling aantal reizigers
Het aantal door NS vervoerde reizigers (per gemiddelde werkdag) ontwikkelde zich sedert 2019 als volgt:
| Jaar | Aantal reizigers |
| ---- | ---------------- |
| 2019 | 1.428            |
| 2020 | 723              |
| 2021 | 819              |
| 2022 | 1.019            |
| 2023 | 1.156            |
| 2024 | 1.118            |